# Partido do Reagrupamento da Nação Centro-Africana
Partido do Reagrupamento da Nação Centro-Africana (PRNC, em francês:  Parti du rassemblement de la nation centrafricaine) é um grupo armado da República Centro-Africana baseado na parte norte do país, dissidente do Reagrupamento Patriótico para a Renovação da República Centro-Africana (RPRC).

## História
Em 28 de maio de 2019, o ex-general do Reagrupamento Patriótico para a Renovação da República Centro-Africana (RPRC) Issa Issaka Aubin emitiu um comunicado anunciando a criação do Partido do Reagrupamento da Nação Centro-Africana (PRNC) e nomeando Nourd Gregaza como seu presidente. O PRNC participou da ofensiva do Movimento dos Libertadores Centro-Africanos para a Justiça (MLCJ) em Birao em 1 e 2 de setembro de 2019, bem como Tissi e Am Dafock. Em 10 de setembro, cerca de cinquenta combatentes do PRNC entraram em Birao, ajudando a repelir o ataque do FPRC em 14 de setembro, liderado pelo general Mahamat Djouma. Em 27 de março de 2020, o chefe de gabinete do PRNC, Issa Issaka Aubin, foi morto por árabes Misseriya na aldeia de Ndiffa durante confrontos. O PRNC participou junto com o RPRC e o MLCJ nos confrontos em N'Délé em 2020.
Em 22 de julho de 2020, os rebeldes do PRNC assassinaram cinco civis nos vilarejos de Bougnoul Niakania e de  Krakoma em Haute-Kotto. Em 14 de agosto de 2022, um combatente do PRNC matou onze civis e feriu vinte no vilarejo de Bornou, perto de Bria. Em 13 de outubro de 2022, Mohamed Ali, também conhecido como B13, foi nomeado chefe de gabinete do PRNC. Em 11 de novembro, o PRNC sequestrou três funcionários do governo exigindo resgate e libertação de dois de seus líderes da prisão, Khalite Azor e Djouma Narkoyo.